# 1992 في سوريا
فيما يلي قوائم الأحداث التي وقعت خلال عام 1992 في سوريا.

## أفلام
من الأفلام التي صدرت هذه السنة في سوريا:
- 1 يناير – رحلة 21 من إخراج نبيل شمس.

## مواليد

### يناير
- 1 يناير – عبد الباسط ساروت لاعب كرة قدم سوري.
- 10 يناير – أسامة أومري لاعب كرة قدم سوري.[1]
- 19 يناير – رضوان قلعجي لاعب كرة قدم سوري.

### مارس
- 14 مارس – مارديك مارديكيان لاعب كرة قدم سوري.[2]

### يونيو
- 1 يونيو – فايا يونان مغنية سُورية.

### نوفمبر
- 30 نوفمبر – محمود المواس لاعب كرة قدم سوري.

## وفيات

### يناير
- 1 يناير – بشير العظمة (مواليد 1910) سياسي سوري.
- 1 يناير – عمر بهاء الدين الأميري (مواليد 1916) شاعر إسلامي وسياسي ودبلوماسي سوري.

### أكتوبر
- 9 أكتوبر – عدنان بغجاني (مواليد 1880)

### ديسمبر
- 3 ديسمبر – نور الدين الأتاسي (مواليد 1929) سياسي سوري.[3]